# Serin des Kipengere
Crithagra melanochroa
Espèce
Statut de conservation UICN

 NT  : Quasi menacé
Synonymes
- Serinus melanochrous

Le Serin des Kipengere (Crithagra melanochroa) est une espèce d'oiseaux appartenant à la famille des Fringillidae.

## Distribution
Endémique et sédentaire dans les montagnes du sud-ouest de la Tanzanie (monts Rungwe et Udzungwa) dans une zone comprise entre la rivière Njombe et la région d’Iringa.

## Taxonomie
Originellement décrite comme espèce propre, cette forme a ensuite été considérée comme une sous-espèce de S. burtoni, une forme en voie de spéciation ou une espèce franchement distincte. Fry & Keith (2004) remarquent qu’elle est isolée, pouvant être aussi proche de S. striolatus (dessin de la face, marque blanche à la base de la mandibule inférieure, dessous strié, taille) que de S. burtoni. Stevenson & Fanshawe (2001) décrivent le chant comme très différent de celui du serin de Burton.

## Habitat
Le serin des Kipengere reste confiné à la forêt de montagne d’altitude dont il fréquente la strate moyenne, le sous-bois et le niveau du sol, atteignant parfois la canopée (Fry & Keith 2004), entre 1700 et 2 250 m d’altitude sur les monts Rungwe et Udzungwa (Dinesen et al. 1993).

## Alimentation
Il a été observé se nourrissant de graines dans les herbes (Dinesen et al. 1993).

## Mœurs
Il a été décrit comme un gros serin terne et silencieux, se déplaçant lentement, parfois à plusieurs individus, peut-être des groupes familiaux (Fry & Keith 2004) et comme très tranquille, passant facilement inaperçu (Jensen & Brogger-Jensen 1992). Un jeune perché sur un buisson puis sur un petit arbre a été observé se faisant houspiller par des tisserins (Fry & Keith 2004).

## Voix
Le chant consiste en un long gazouillis de notes variées et crépitantes (Stevenson & Fanshawe 2001).

## Statut
L’espèce est franchement commune dans la Chita Forest à 1 700 m, dans la Kigogo Forest et à Dabaga à 1 800 m, pas rare dans l’ouest des Ndundulus surtout au-dessus de 1 850 m et apparaît aussi à Mufindi et dans la Kisinga Rugaro Forest Reserve (Dinesen et al. 1993).
Pourtant, BirdLife (2010) considère cette espèce comme bientôt menacée en raison d’un habitat dégradé sur un territoire relativement restreint de 30 200 km2. La dégradation de l’habitat porte surtout sur les coupes de forêt pour les besoins de l’agriculture et le commerce du bois, le remplacement par les plantations et les feux de forêt. En matière de conservation, l’espèce semble toutefois bénéficier de la protection apportée par le parc national des monts Udzungwa et différentes réserves. BirdLife (2010) réclame une plus grande surveillance des populations dans les aires protégées afin de mieux définir son habitat, évaluer les effectifs et leurs exigences écologiques pour tenter d’augmenter la superficie d’habitats appropriés.